# Hans Kinsky
Johannes Carl Augustinus Bonventura Maria Theresia Graf Kinsky von Wchinitz und Tettau, kurz Hans Kinsky (* 22. März 1937 in Prag; † 5. August 2004 in Graz), war ein österreichischer Politiker (ÖVP) sowie Land- und Forstwirt.
Vom 18. Oktober 1991 bis zu seinem Tod war er Abgeordneter zum Steiermärkischen Landtag; ab dem 7. November 2000 hatte er zusätzlich das Amt des Dritten Landtagspräsidenten inne.

## Leben
Hans Kinsky wurde am 22. März 1937 als Sohn von Ferdinand Carl Graf Kinsky von Wchinitz und Tettau (1907–1969) und dessen Ehefrau Henriette Gräfin von Ledebur-Wicheln (1910–2002) in Prag geboren und entstammte väterlicherseits der altösterreichischen Familie der Grafen Kinsky von Wchinitz und Tettau und mütterlicherseits dem altwestfälischen Geschlecht der Grafen Ladebur-Wicheln. Seine ersten acht Lebensjahre verbrachte er am elterlichen Land- und Forstwirtschaftsbetrieb zwischen Pilsen und Budweis. Die Familie besaß zu dieser Zeit umfangreiche Landbesitze in verschiedenen Teilen des Landes. Im Jahr 1945 wurden seine Familie – seine Eltern mit ihren damals sechs Kindern – von den Russen gefangen genommen und in ein Konzentrationslager gebracht. Seine Geschwister waren Ferdinand Eugen Franz von Assisi Bonaventura Maria Theresia Graf Kinsky (1934–2020), Eleonore Aglae Bonaventura Maria Theresia Gräfin Kinsky (* 1936), Marie Aglae Gräfin Kinsky (1940–2021), Aglae Ernestine Bonaventura Gräfin Kinsky (* 1941) und Elisabeth Karoline Bonaventura Maria Theresia Gräfin Kinsky (* 1944).
Nach der Vertreibung aus ihrer böhmischen Heimat wurde die Familie sechs Monate später nach Bayern evakuiert. Hier besuchte Hans Kinsky bis 1947 die Volksschule und absolvierte in weiterer Folge von 1947 bis 1955 das Benediktinergymnasium Ettal bei Garmisch-Partenkirchen, das er mit dem Abitur abschloss. Während der Zeit in Bayern wurde hier 1954 sein jüngster Bruder, Carl Christian Wigbert Bonaventura Maria Theresia Graf Kinsky († 2016), geboren. In den Jahren 1955 bis 1957 sammelte Kinsky praktische Erfahrung bei zwei landwirtschaftlichen Betrieben in Baden-Württemberg. Anschließend studierte er an der Landwirtschaftlichen Hochschule Weihenstephan sowie an der Landwirtschaftlichen Hochschule Poppelsdorf bei Bonn, wo er 1961 als Agraringenieur abschloss.
Da er Anfang der 1960er Jahre in Deutschland – ohne einen eigenen Betrieb – kaum Zukunftsperspektiven sah und entschloss sich der junge Agraringenieur deshalb zur Auswanderung. In den folgenden drei Jahren arbeitete er auf einem großen Viehmastbetrieb in der kanadischen Provinz British Columbia. Mitunter aufgrund seiner Beziehung zu Eleonore „Nora“ Maria Theresia Gräfin von Trauttmansdorff-Weinsberg (* 8. Februar 1938 in Pottenbrunn) kam er Mitte der 1960er Jahre wieder nach Österreich und heiratete hier 1964. Im Jahr 1966 erwarb seine Ehefrau den land- und forstwirtschaftlichen Betrieb Schloss Stadl an der Raab, den er von diesem Zeitpunkt an gemeinsam mit ihr führte. Aus der Ehe mit seiner Ehefrau entsprangen vier Kinder: Henriette Eleonore Maria Rlena Gräfin Kinsky (* 1965), * Andreas Johannes Graf Kinsky (* 1967), Aglae Maria Monika Gräfin Kinsky (* 1970) und Marie Sophie Eugenie Gräfin Kinsky (* 1973). Auf Schloss Stadl lebte bis zu ihrem Tod im Jahr 2002 auch seine Mutter.
Kinsky, dessen politisches Engagement einerseits der Interessenvertretung seines Berufsstandes und andererseits der Regionalpolitik für den Bezirk Weiz und dem Land Steiermark galt, engagierte sich auch jahrzehntelang in der steirischen Land- und Forstwirtschaft. So war der Ökonomierat 22 Jahre lang Bezirkskammerrat der Weizer Bezirkskammer für Land- und Forstwirtschaft und ebenso lang Präsident des Arbeitgeberverbandes für Land- und Forstwirtschaft in der Steiermark. Von 1990 bis zu seinem Tod war er Obmann des Verbandes Steirischer Waldbesitzer und von – je nach Quelle – 1985 oder 1987 bis zu seinem Tod fungierte er als Vizepräsident des Hauptverbandes der Land- und Forstwirtschaftsbetriebe Österreichs in Wien. Im Waldbesitzerverband war er der 1. Sprecher der Nachwuchsgruppe sowie Ausschussmitglied und bereits 1978 Obmann. Des Weiteren war er Gründungsobmann der Initiative proHolz. Als proHolz-Obmann war Kinsky ein Mitbegründer des Holzclusters Steiermark. Mit Ausnahme seiner Tätigkeit im Landtag übte er alle anderen Funktionen ehrenamtlich aus. Seit 2005 wird im Gedenken an seine Tätigkeit von proHolz der „Hans-Kinsky-Gedächtnispreis“ vergeben. Außerdem war er lange Ausschussmitglied des Steiermärkischen Forstvereins, dessen Ehrenmitglied er in späteren Jahren wurde.
Politisch schloss er sich der Steirischen Volkspartei an und schaffte im Zuge der Landtagswahl in der Steiermark 1991 den Einzug in den steirischen Landtag, dem er in weiterer Folge in drei verschiedenen Gesetzgebungsperioden (XII., XIII. und XIV.) vom 18. Oktober 1991 bis zu seinem Tod angehörte. Am 7. November 2000 wurde er einstimmig zum Dritten Landtagspräsidenten gewählt. Zudem war er über zwei Jahrzehnte hinweg – seit 1986 – Bezirksparteiobmann der ÖVP Weiz.
Am 5. August 2004 starb Kinsky nach langer schwerer Krankheit im Alter von 67 Jahren in Graz. Er hinterließ seine Ehefrau und die vier gemeinsamen Kinder samt Familien. Seine Nachfolge als Obmann des Waldbesitzerverbandes trat Philipp Franz zu Guttenberg an, während seine Nachfolge als Präsident des Arbeitgeberverbandes Alfred Prinz von und zu Liechtenstein antrat. Nachfolger als Obmann von proHolz wurde Heinz Gach, der bis zu Kinskys Tod dessen Stellvertreter war.